# Acanthopsyche meridionalis
Acanthopsyche meridionalis är en fjärilsart som beskrevs av Kruger 1939. Acanthopsyche meridionalis ingår i släktet Acanthopsyche och familjen säckspinnare. Inga underarter finns listade i Catalogue of Life.